# Caramagna Piemonte

## Geografía
Caramagna Piemonte es un pueblo italiano de 3.055 habitantes en la provincia de Cuneo, en Piemonte. Se encuentra a unos 52 km al norte de Cuneo y a  casi 36 kilómetros al sur de Turín. Limita con Carmagnola Racconigi, Cavallermaggiore y Sommariva del Bosco.

## Un poco de historia
Ubicado geográficamente en el cruce de importantes rutas comerciales entre Italia y Francia y entre el norte de Europa y el Mediterráneo de Liguria,  Caramagna ha experimentado a lo largo de los siglos cierta prosperidad garantizada por el pasaje de personas y mercancías.
El nombre de Caramagna aparece la primera vez en 1026. Gracias a la fundación del Monasterio de Santa María por el marqués de Turín Olderico, aumentó mucho el poder del pueblo, que se extendió en sus intereses en todo el sur de Piemonte y Liguria.
El monasterio fue cuidado por las monjas de la Orden de San Benito; el mismo orden fue reemplazado por el orden masculino equivalente hasta que fue sustituido por el orden de los Girolamiti
En 1250, con el consentimiento de Asti, Caramagna llega a ser una organización de tipo municipal. En 1350 hizo su aparición la terrible plaga que golpea Caramagna periódicamente a lo largo de los siglos. La peste, la devastación causada por los campamentos de los ejércitos y la hambruna traerá en este período medieval una pobreza absoluta.
A través de los siglos el pueblo de Caramagna fue repetidamente golpeado por la guerra para el control de la región. Las crónicas hablan del año 1544 cuando Caramagna fue devastada y quemada por los españoles. En 1690 un ejército de 15.000 franceses invadió la región robando y destruyendo la ciudad.
El 16 de junio de 1706 la procesión real escapando del asedio de Turín por las tropas francesas, hizo una parada en Caramagna. La corte real llevó consigo la preciosa reliquia de la Sábana Santa, que durante la breve estancia caramagnese, fue colocada en la Iglesia de Santa Croce.
En 1810 - después de una crisis financiera,  el castillo fue vendido a un privado que no logrando asumir los costes de mantenimiento, decididó derribarlo.
Durante la época de los motines de la Unificación,  diferentes caramagnesi participaron en las guerras de independencia y también en los movimientos revolucionarios. Entre estos está Luigi Ornato que después de un largo exilio en París en 1832 regresó a Caramagna, donde recibió las visitas de los patriotas Pellico, Provana, Gioberti y Balbo.
Importante en el siglo XX fue la emigración, especialmente a Argentina.
Durante la Primera Guerra Mundial participaron diferentes Caramagnesi y se contaron 36 muertos, en la Segunda Guerra Mundial fueron 29, y otros 3 en la posterior guerra de liberación.

## Lugares de interés
• el Ayuntamiento, la sede de la Municipalidad y admnistrativa de Caramagna Piemonte
• la Torre del Consejo Viejo, que se utiliza para exposiciones y eventos
• la Biblioteca Pública "Luigi Ornato”, con sus préstamos gratuitos de libros, DVD, organiza eventos culturales
• los Porches medievales de calle Luigi Ornato

### Iglesias
• La Iglesia Parroquial de la Asunción de la Virgen María, y la Abadía de Santa María
• la Iglesia del arco de la Santa Cruz
• La Casa de la Beata Catalina

### Las instituciones educativas y sociales
Están en la zona el micro Nido municipal, la guardería infantil "Ruatti", la Escuela Primaria Estatal "L.Ornato" y la Escuela Secundaria de Primer Grado Estatal.
Está a disposición de grupos y asociaciones la Casa de Luigi Einaudi en San Damiano Macra.
Para las personas mayores, hay un centro de reunión comunal y una parroquia.
La Casa de Retiro San José cuenta con 78 camas disponibles.

### Las áreas de deporte y ocio
"Sala Polivalente," gran sala polivalente utilizado para reuniones, cine, teatro, danzas y celebraciones centro deportivo municipal con pabellón de deportes y bolera. Campo de fútbol de hierba, dos campos de césped artificial, un campo de fútbol libre; campo de voleibol de playa.
Enfrente de esta estructura hay un gimnasio privado y un centro de tenis con pistas de tierra batida, hierba y piscina.
En la localidad de  "Carmagnotta" hay una pista de gimnasia y una zona al aire libre equipadas con plataforma de pesca para personas minusválidas y niños.
El bosque de Merlín se extiende alrededor de un km al norte de la ciudad y es uno de los últimos bosques de tierras bajas. La maleza en primavera,nos muestra unas flores extraordinarias. Andando o en bicicleta se puede explorar el bosque a lo largo de la avenida arbolada que lleva a la granja, "Merlin".

## Economía
El 18% de la población son agricultores, el cultivo de forrajes procedentes de prados estables mientras que los campos producen principalmente maíz. Estos productos proporcionan una buena producción de carne (de raza piemontesa) y una gran cantidad de leche; las Granjas Osella trabaja más de 100.000 kg de leche al día produciendo quesos muy conocidos. Los habitantes de Caramagna se dedican a la empresa y a la artesanía,  especialmente la industria láctea; después sigue la ingeniería, la fabricación y el envasado de laminados y embalajes, la artesanía y el comercio.

## Fiestas y ferias
• El último fin de semana del mes de junio se celebra el Festival de Verano;
• El cuarto domingo de septiembre, la feria para la fiesta de la Beata Catalina Mattei, la santa patrona de Caramagna junto con San Biagio;
• El último domingo de octubre, la verbena de la “frittella” combinado con el mercado de antigüedades.

### Asociaciones
Aído, AVIS, Don Pignata, Pro Loco, Grupo de Jóvenes, Asociación de Comerciantes, el Grupo de los Alpes, la Defensa Civil, Oratorio Pozo de Sicar, Coral Bendito Catalina la Grande Árbol, La Compañía de Teatro de la Torre "punto y coma"
Caramagna está hermanada con la ciudad de Alicia en Argentina y Aquilonia, en la provincia de Avellino.
Deportes y asociaciones deportivas
El pabellón de deportes de Caramagna acoge los partidos en casa del equipo de la EPC Carmagnola, club de fútbol que juega en un grupo de la Serie A2 A. 5 Además del fútbol se puede practicar el karate (abs. Caramagna Okinawa), el atletismo (ass.Podistica Caramagna)el juego de bolas (abs. Granda del Norte), la pesca (abs. SPSC El Moglia),el tenis (tenis Centro de Europa).

## Las minorías étnicas y los extranjeros
De acuerdo con datos del ISTAT los extranjeros que residen en Caramagna Piemonte al 1 de enero de 2013 son 272 y representa el 8,9% de la población. Las nacionalidades más representadas en función de su porcentaje de la población total fueron:
Rumania 75 24,57%
Albania 68 25,00%
Marruecos 47 17.28%
India 41 15,07%

## Evolución demográfica
| Gráfica de evolución demográfica de Caramagna Piemonte entre 1861 y 2001 |
|                                                                          |
| Fuente ISTAT - elaboración gráfica de Wikipedia                          |